# TiMidity++
TiMidity ++ (широко використовується також TiMidity — назва оригінальних версій програми) — програмний midi-синтезатор, що дозволяє програвати MIDI-файли, а також конвертувати їх у формат MP3 (потрібна бібліотека wingogo). Заснований на програмі TiMidity. Використовує табличний метод синтезу, тому вимагає так званих патчів (patches), які надають банк оцифрованих фрагментів звучання різних музичних інструментів.
Може також використовуватися для виведення MIDI-звуку програмами на зразок vkeybd і NoteEdit, має режим секвенсера (тобто може використовуватись у Windows замість стандартного синтезатора, також використовується в Linux як MIDI-сервер у звуковій системі ALSA)
Існують версії програми як для Linux, так і для інших програмних платформ.